# 투키디데스의 함정
투키디데스의 함정(Thucydides Trap)은 신흥 강국이 부상하면 기존의 강대국이 이를 견제하는 과정에서 전쟁이 발생한다는 뜻이다. 이 용어는 역사가 투키디데스의 저서 <펠로폰네소스 전쟁사>에서 주장된 것으로, 투키디데스는 기존 맹주 스파르타가 신흥 강국 아테네에 대해 불안감을 느끼게 되고 이에 두 국가는 지중해의 주도권을 쥐기 위해 전쟁을 벌이게 되었다고 주장하였다. 오늘날 '투키디데스의 함정'은 신흥 무역 강국이 기존 구도를 흔들면 기존의 무역 강국과 신흥 무역 강국 간에 무력 충돌이 발생한다는 뜻으로 쓰인다.

## 미중갈등
‘투키디데스의 함정’이란 개념을 통해 미중 갈등의 위험을 경고해온 국제안보 분야의 석학 그레이엄 앨리슨 미국 하버드대 교수(80)는 동아일보 인터뷰에서 “미중 간 군사적인 충돌 가능성이 생각보다 높고 그 시발점은 한반도나 대만 등 제3지역이 될 수 있다”며 “미중 갈등이 최악의 상황으로 치닫지 않도록 한국이 역할을 해야 한다”고 조언했다.<ref>“미-중 군사적 충돌 위험한 상황… 대만-한반도서 시작될수도”[파워인터뷰], 동아일보, 2020-08-18

## 같이 보기
- 신냉전